# 法勒朗
法勒朗（法語：Fallerans，法語發音：[falʁɑ̃]）是法国杜省的一个市镇，位于该省中部，属于蓬塔利耶区。

## 地理
法勒朗（47°7'56"N, 6°17'24"E）面积10.78 平方千米，位于法国勃艮第-弗朗什-孔泰大區杜省，该省份为法国东部内陆省份，北起上索恩省，西接汝拉省，东部及东南部与瑞士接壤，东北部与贝尔福地区省接壤。
与法勒朗接壤的市镇（或旧市镇、城区）包括：瓦尔达翁、韦尔涅尔丰坦、吉扬迪尔讷、埃塔朗。
法勒朗的时区为UTC+01:00、UTC+02:00（夏令时）。

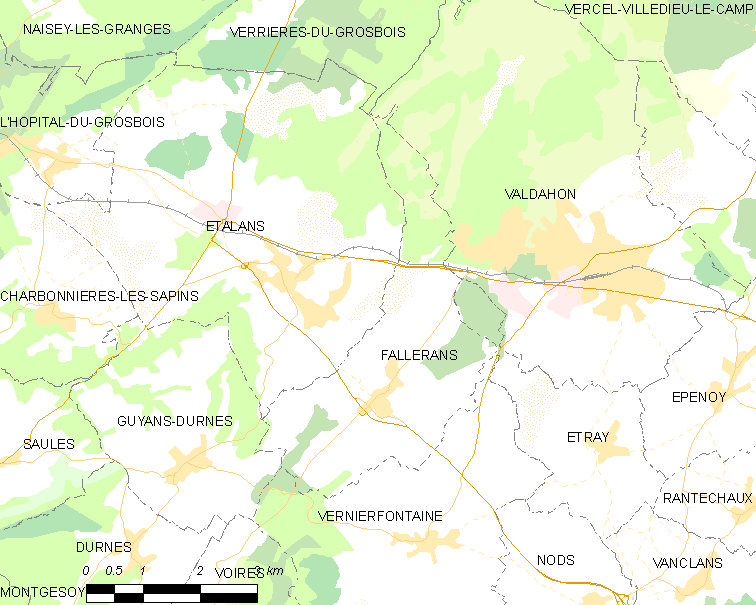
法勒朗的OSM定位图

## 行政
法勒朗的邮政编码为25580，INSEE市镇编码为25233。

## 政治
法勒朗所属的省级选区为瓦尔达翁县。

## 交通
法国国道N57线和杜省省道D27线在市中心附近交汇，另有省道461线经过境内东北部。

## 人口

1962-2008年间法勒朗人口变化图示

法勒朗于2022年1月1日时的人口数量为294人。